# Paracorymbia stragulata
Paracorymbia stragulata är en skalbaggsart som först beskrevs av Ernst Friedrich Germar 1824.  Paracorymbia stragulata ingår i släktet Paracorymbia och familjen långhorningar.
Artens utbredningsområde är:
- Frankrike.
- Portugal.

Inga underarter finns listade i Catalogue of Life.

## Bildgalleri

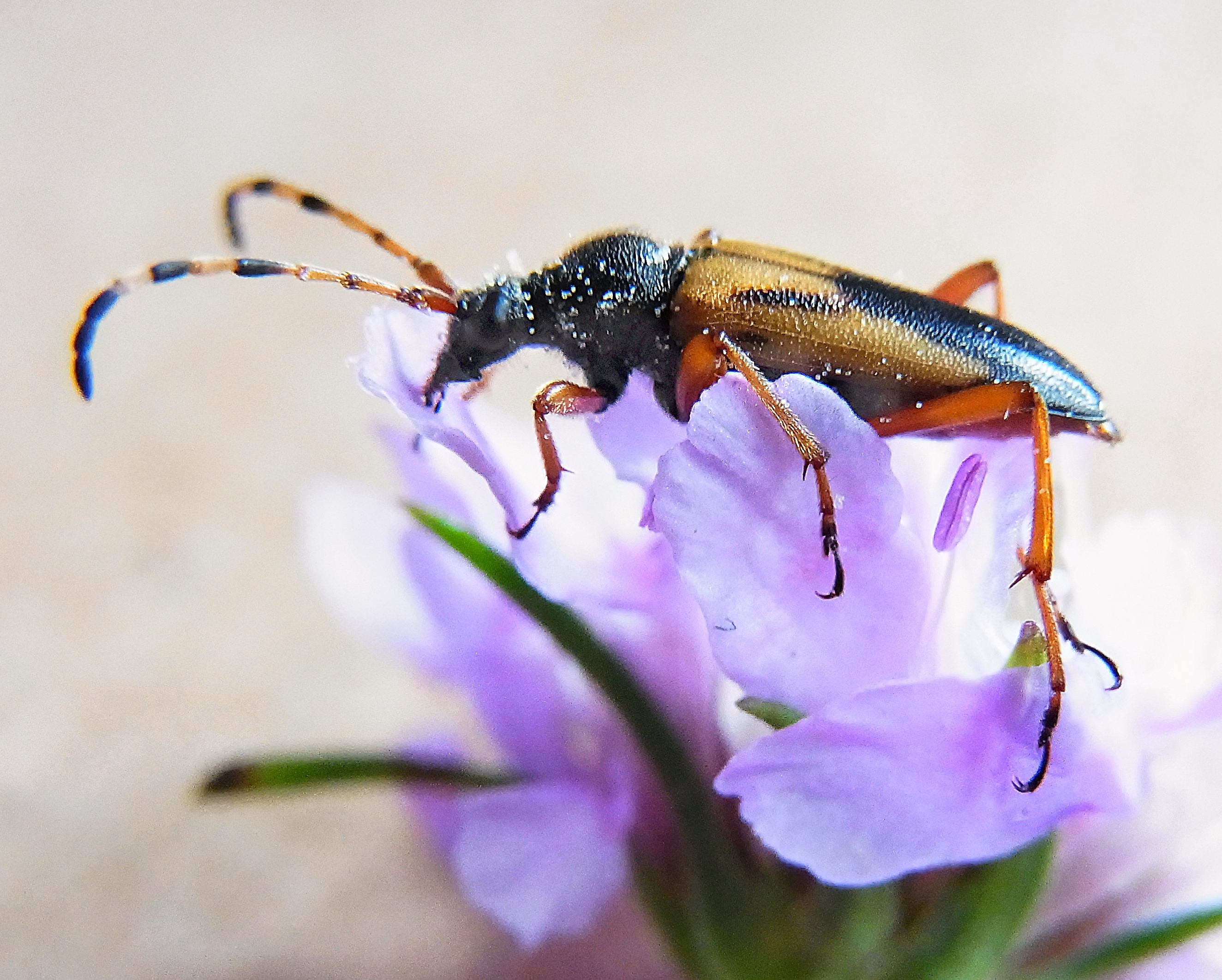
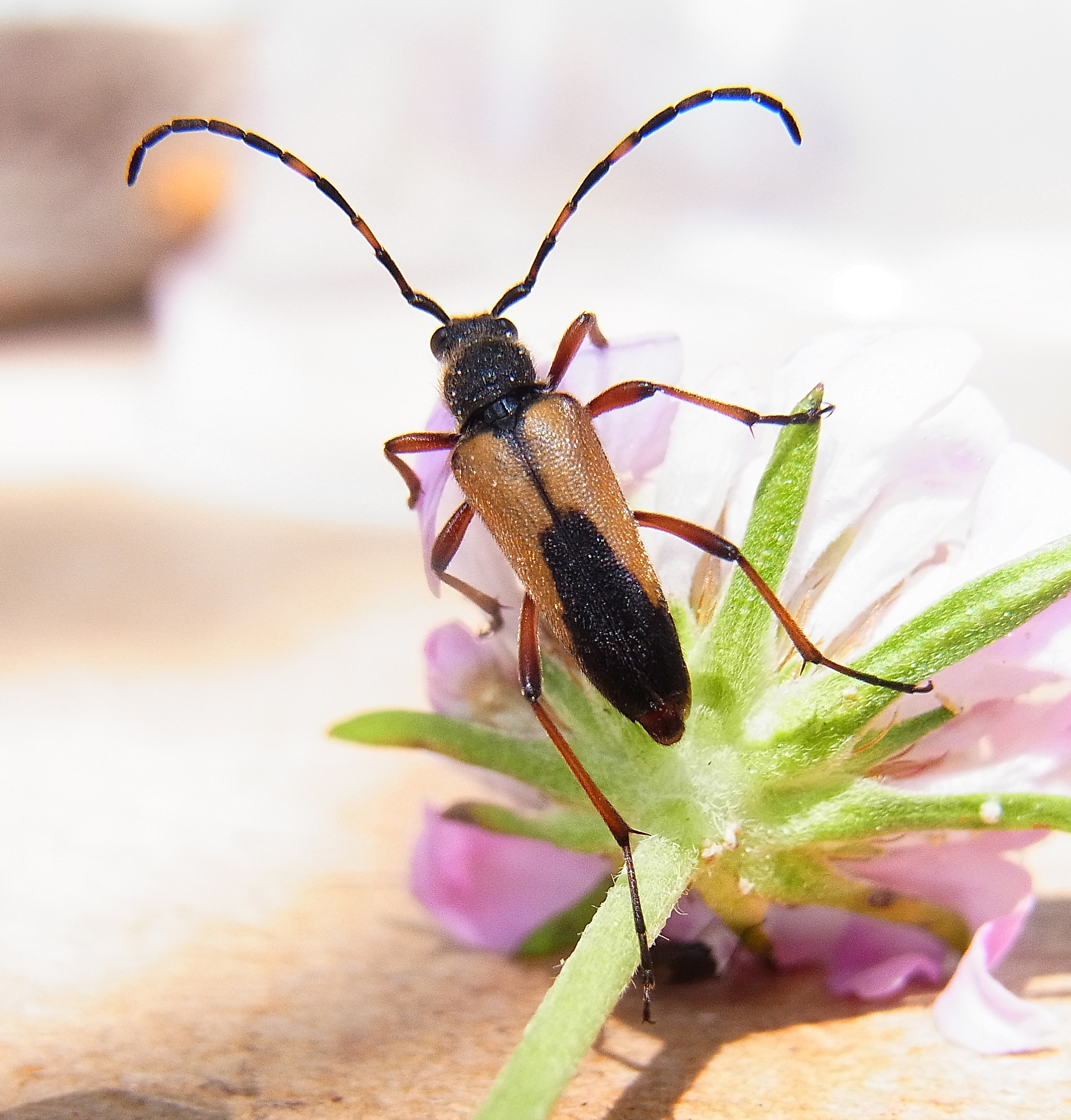
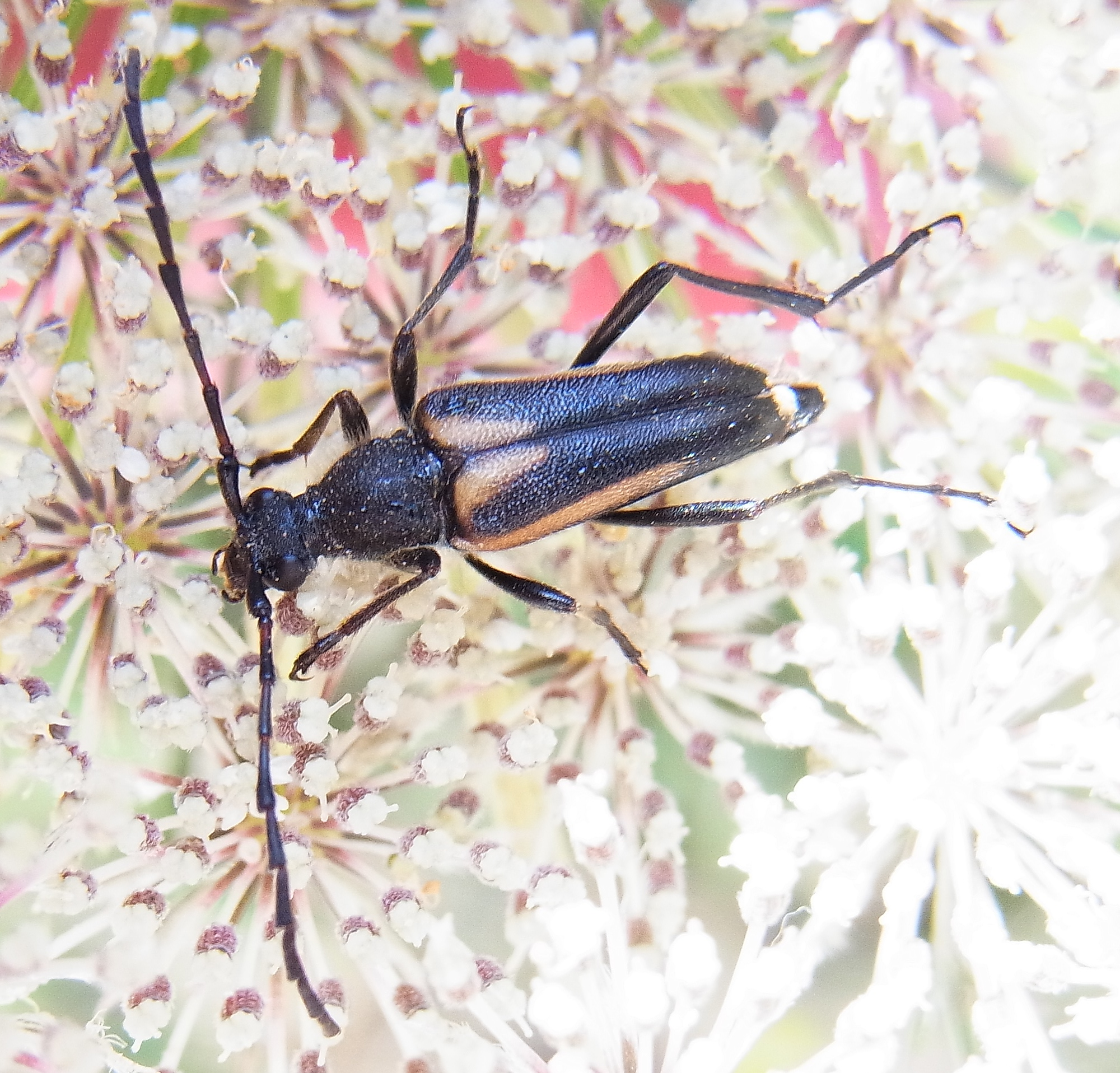
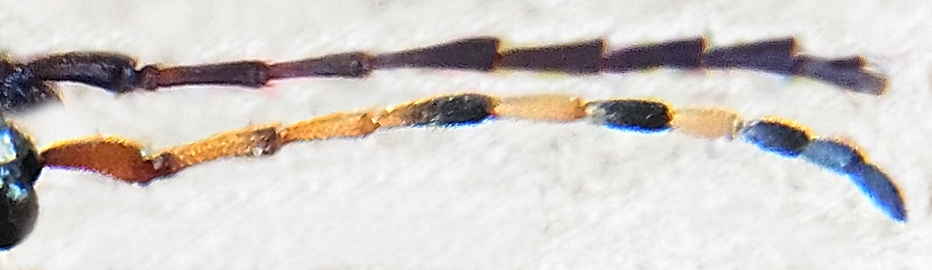
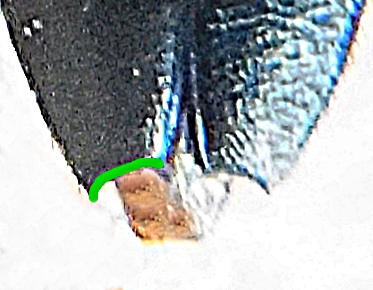
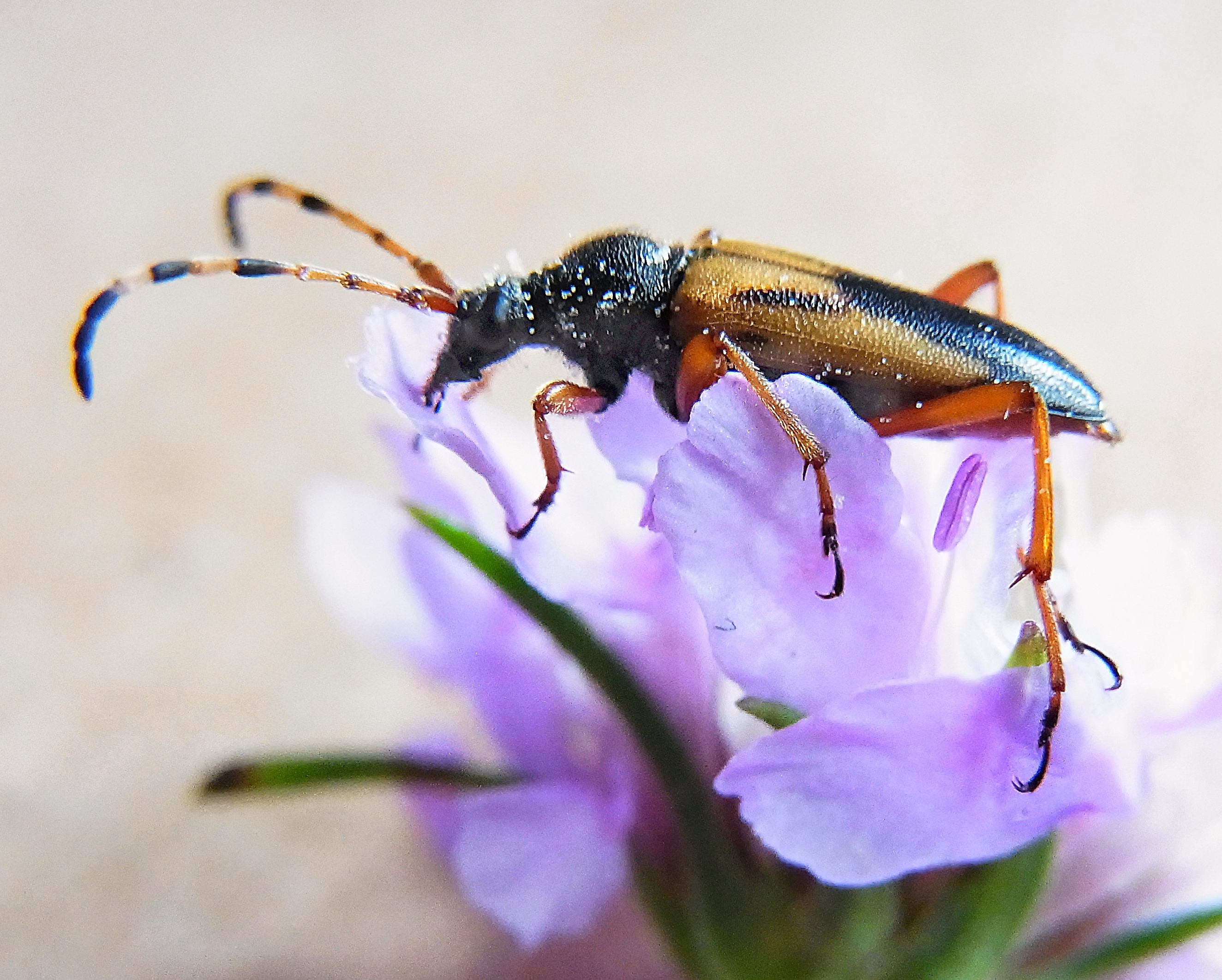